# Giovanni Cernogoraz
Giovanni Cernogoraz (Capodistria, 27 dicembre 1982) è un tiratore a volo italiano con cittadinanza croata, vincitore di una medaglia d'oro ai Giochi olimpici di Londra 2012.

## Biografia
Nato a Capodistria da famiglia istriana di lingua italiana, vive a Cittanova nell'Istria croata, dove è membro della comunità italiana. Pur possedendo anche la cittadinanza italiana, Cernogoraz ha sempre gareggiato per la Croazia.
Gareggia nella specialità della fossa olimpica, ed in questa particolare disciplina ha conquistato la medaglia di bronzo ai Campionati mondiali juniores di tiro di Lahti 2002 e quella d'oro ai Campionati europei di tiro a Larnaca 2012.
Nell'agosto 2012 ha vinto la medaglia d'oro nella fossa olimpica maschile ai Giochi della XXX Olimpiade di Londra, battendo allo shoot-off l'italiano Massimo Fabbrizi. Durante la conferenza stampa post-gara va segnalato un fatto curioso: alla richiesta di un interprete per l'intervista ha usato lo stesso del suo avversario italiano poiché, come spiegato da lui stesso alla fine della conferenza, ha sempre parlato l'italiano e il veneto.

## Palmarès

### Giochi olimpici
- 1 medaglia:
  - 1 oro (trap a Londra 2012).

### Campionati mondiali juniores
- 1 medaglia:
  - 1 bronzo (trap a Lahti 2002).

### Campionati europei
- 2 medaglie:
  - 2 ori (trap a Larnaca 2012; trap a squadre a Suhl 2013).